# (You Make Me Feel Like) A Natural Woman
(You Make Me Feel Like) A Natural Woman ist ein im September 1967 veröffentlichtes Lied von Aretha Franklin und eine Singleauskopplung ihres im Januar 1968 veröffentlichten Studioalbums Lady Soul. Der von Gerry Goffin, Carole King und Jerry Wexler geschriebene Song wurde zu einem Erfolg in den US-Charts und eines der bekanntesten Stücke Franklins. Nach dem Tod der Sängerin im August 2018 konnte sich (You Make Me Feel Like) A Natural Woman 51 Jahre nach Veröffentlichung auch in den britischen Singlecharts platzieren.

## Produktion

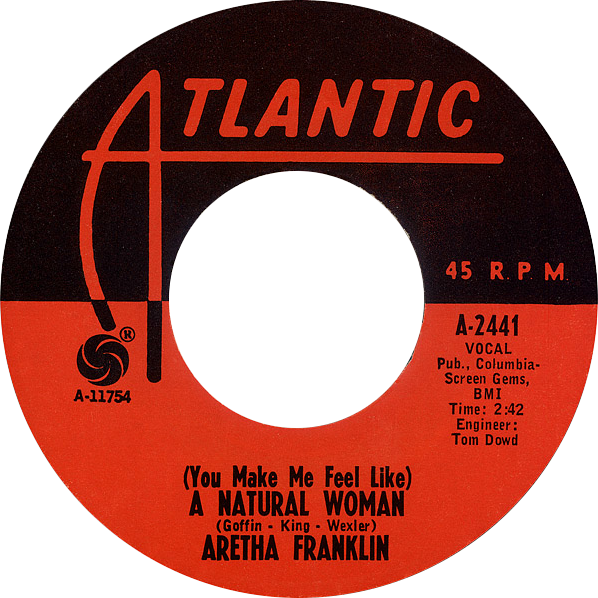
A-Seite der US-Pressung von (You Make Me Feel Like) A Natural Woman

(You Make Me Feel Like) A Natural Woman entstand in Partnerschaft der beiden Songwriter Gerry Goffin und Carole King. Der für die Aufnahme verantwortliche Produzent Jerry Wexler hatte die Idee zum Lied und trug den Titel bei, weshalb er als dritter Autor des Songs genannt wird.
An der Aufnahme von (You Make Me Feel Like) A Natural Woman im American Sound Studio in Memphis waren neben Aretha Franklin unter anderem Spooner Oldham als Pianist und als Background-Sänger The Sweet Inspirations sowie Aretha Franklins Geschwister Carolyn Franklin und Erma Franklin beteiligt.

## Geschichte
(You Make Me Feel Like) A Natural Woman wurde zu einem erfolgreichen Song für Franklin und erreichte in den Billboard Hot 100 Platz 8. Auch in den kanadischen Charts konnte es sich mit Rang 11 relativ hoch platzieren. Nach dem Tod Aretha Franklins im August 2018 erreichte das Lied 51 Jahre nach seiner Veröffentlichung Platz 79 der britischen Singlecharts.
Eine 1995 von Mary J. Blige veröffentlichte Version von (You Make Me Feel Like) A Natural Woman erreichte unter anderem Platz 15 der neuseeländischen Charts. Céline Dion schaffte es im selben Jahr mit ihrer Fassung des Songs in den kanadischen Adult-Contemporary-Charts sogar auf Platz 4.
Am 14. April 1998 wurde der Song im Rahmen der Konzertreihe VH1 Divas im Beacon Theatre in New York von Aretha Franklin, Carole King, Céline Dion, Mariah Carey, Gloria Estefan und Shania Twain gemeinsam gesungen. Das Konzert wurde als Musik-CD und Video-DVD veröffentlicht. In den deutschen Charts kam das Album bis auf Platz 39.
(You Make Me Feel Like) A Natural Woman gehörte zum Repertoire Aretha Franklins auf fast allen Konzerten. Für mediale Aufmerksamkeit sorgte unter anderem im Dezember 2015 ein Auftritt der damals 73 Jahre alten Sängerin während des Kennedy-Preises zu Ehren der an diesem Abend ebenfalls ausgezeichneten Carole King. Hierbei war unter anderem auch der damalige US-Präsident Barack Obama anwesend, der während Franklins Auftritt weinte.

## Kommerzieller Erfolg

### Chartplatzierungen
| ChartsChartplatzierungen       | Höchstplatzierung | Wochen |
| ------------------------------ | ----------------- | ------ |
| Schweiz (IFPI)                 | 69 (1 Wo.)        | 1      |
| Vereinigte Staaten (Billboard) | 8 (9 Wo.)         | 9      |
| Vereinigtes Königreich (OCC)   | 79 (1 Wo.)        | 1      |

### Auszeichnungen für Musikverkäufe
| Land/Region                  | Auszeichnungen für Musikverkäufe (Land/Region, Auszeichnung, Verkäufe) | Verkäufe |
| ---------------------------- | ---------------------------------------------------------------------- | -------- |
| Italien (FIMI)               | Gold                                                                   | 50.000   |
| Neuseeland (RMNZ)            | Gold                                                                   | 15.000   |
| Spanien (Promusicae)         | Gold                                                                   | 30.000   |
| Vereinigtes Königreich (BPI) | Gold                                                                   | 400.000  |
| Insgesamt                    | 4× Gold ·                                                              | 495.000  |

## Coverversionen
- 1968: Peggy Lipton
- 1968: George Benson
- 1969: Peggy Lee
- 1971: Carole King
- 1974: Rod Stewart
- 1989: Joyce Sims
- 1995: Céline Dion
- 1995: Mary J. Blige
- 2009: Carole King & Gloria Estefan
- 2014: Amber Riley (für die Fernsehserie Glee)